# قائمة إصدارات مجلة مجمع اللغة العربية الأردني
تظهر هذه القائمة إصدارات مجلة مجمع اللغة العربية الأردني وهي مجلة دورية محكمة تعنى بقضايا اللغة العربية وشؤونها المتنوعة، وتصدر عن مجمع اللغة العربية الأردني في عمان. صدر منها حتى الآن أكثر من 100عدد حتى الآن.

## معايير المجلة
- تعنى المجلة بالبحوث التي تعالج قضايا اللغة العربية وآدابها.
- يكون البحث المقدم للمجلة مستوفياً شروط البحث العلمي من حيث الإحاطة والاستقصاء والإضافة المعرفية والمنهجية والتوثيق وسلامة اللغة ودقة التعبير.
- يشترط في البحث أن يكون خاصاً بمجلة المجمع، وأن لا يكون قد نشر أو قدم لأي جهة أخرى لغايات النشر، ويقدم الباحث تعهداً خطياً بذلك، ولا مانع من أن يكون البحث جزءاً من رسالة علمية غير منشورة.
- تتسم البحوث النقدية بأسلوب النقد العلمي الموضوعي.
- يصبح البحث بعد قبوله للنشر حقاً لمجلة المجمع، ولا يجوز النقل عنه إلا بالإشارة إلى مجلة المجمع.
- لا يجوز لصاحب البحث أو لأي جهة أخرى إعادة نشر ما نشر في المجلة أو ملخص عنه في أي كتاب أو صحيفة أو دورية إلا بعد مرور ستة أشهر على تاريخ نشره في المجلة، وأن يحصل على موافقة خطية من رئيس التحرير.
- يرسل الباحـث نسخـة إلكترونية من بحثـه باستخدام البرنامج الحاسوبي (MS-Word) بحجم خط (14) للمتن و(12) للهوامش على وجه واحد من الورقة حجم (A 4).
- لا تزيد صفحات البحث على خمس وعشرين صفحة، بواقع (250) مئتين وخمسين كلمة للصفحة الواحدة، أو من 6000-8000 كلمة للبحث.
- يشتمل البحث على ملخص باللغة العربية مترجماً إلى اللغة الإنجليزية بما فيه العنوان.
- إذا كان البحث جزءاً من رسالة علمية غير منشورة، فيجب أن يوضح الباحث أسماء كل من المشرف وأعضاء لجنة المناقشة، وتاريخها.
- يتولى تحكيم البحث محكمان أو أكثر حسب ما تراه هيئة التحرير، ويلتزم الباحث بدفع النفقات المالية المترتبة على إجراء التحكيم في حال سحبه بحثه أو الرغبة في عدم متابعة إجراءات التحكيم وفق ما يقدره رئيس التحرير.
- يكون قرار هيئة التحرير بإجازة نشر البحث أو الاعتذار عن عدم نشره نهائياً، وتحتفظ هيئة التحرير بحق عدم إبداء الأسباب، ويجوز في حال الاعتذار أن يزود الباحث بالملاحظات والمقترحات التي يمكن أن يفيد منها في إعادة النظر ببحثه.
- يلتزم الباحث بإجراء التعديلات التي يطلبها المحكمون إذا كان قرار هيئة التحرير بإجازة نشر البحث مشروطاً بذلك.
- البحوث غير المجازة لا ترد لأصحابها.
- البحوث المنشورة في المجلة تعبر عن آراء أصحابها، ولا تعبر عن هيئة التحرير أو المجمع.
- يخضع ترتيب البحوث عند النشر في المجلة لمعايير فنية تراها هيئة التحرير.
- يشتمل البحث على قائمة المصادر والمراجع باللغة العربية مترجمةً إلى اللغة الإنجليزية أو مرومنةً إليها حسب النظام العالمي المعتمد للرومنة.

## الإصدارات
يتم إصدار أعداد المجلة كل 6 أشهر، وتصدر أحياناً عددين معاً
| السنة | رقم العدد           | تاريخ الإصدار                  | الاطلاع على العدد                                     |
| 1978  | العدد 1             | كانون الثاني 1978              | مجلة مجمع اللغة العربية الأردني- العدد 1              |
| 1978  | العدد 2             | تموز 1978                      | مجلة مجمع اللغة العربية الأردني – العدد 2             |
| 1979  | العدد المزدوج 3-4   | كانون الثاني - نيسان 1979      | مجلة مجمع اللغة العربية الأردني – العدد المزدوج 3-4   |
| 1979  | العدد المزدوج 5-6   | أيار - كانون الأول 1979        | مجلة مجمع اللغة العربية الأردني – العدد المزدوج 5-6   |
| 1980  | العدد المزدوج 7-8   | كانون الثاني - تموز 1980       | مجلة مجمع اللغة العربية الأردني – العدد المزدوج 7-8   |
| 1980  | العدد المزدوج 9-10  | آب- كانون الأول 1980           | مجلة مجمع اللغة العربية الأردني – العدد المزدوج 9-10  |
| 1981  | العدد المزدوج 11-12 | 1981                           | مجلة مجمع اللغة العربية الأردني – العدد المزدوج 11-12 |
| 1981  | العدد المزدوج 13-14 | تموز - كانون الأول 1981        | مجلة مجمع اللغة العربية الأردني – العدد المزدوج 13-14 |
| 1982  | العدد المزدوج 15-16 | كانون الثاني - حزيران 1982     | مجلة مجمع اللغة العربية الأردني – العدد المزدوج 15-16 |
| 1982  | العدد المزدوج 17-18 | تموز - كانون الأول 1982        | مجلة مجمع اللغة العربية الأردني – العدد المزدوج 17-18 |
| 1983  | العدد المزدوج 19-20 | كانون الثاني - حزيران 1983     | مجلة مجمع اللغة العربية الأردني – العدد المزدوج 19-20 |
| 1983  | العدد المزدوج 21-22 | تموز - كانون الأول 1983        | مجلة مجمع اللغة العربية الأردني – العدد المزدوج 21-22 |
| 1984  | العدد المزدوج 23-24 | كانون الثاني - حزيران 1984     | مجلة مجمع اللغة العربية الأردني – العدد المزدوج 23-24 |
| 1984  | العدد المزدوج 25-26 | تموز - كانون الأول 1984        | مجلة مجمع اللغة العربية الأردني – العدد المزدوج 25-26 |
| 1985  | العدد 27            | كانون الثاني - حزيران 1985     | مجلة مجمع اللغة العربية الأردني – العدد 27            |
| 1985  | العدد المزدوج 28-29 | تموز - كانون الأول 1985        | مجلة مجمع اللغة العربية الأردني – العدد المزدوج 28-29 |
| 1986  | العدد 30            | كانون الثاني - حزيران 1986     | مجلة مجمع اللغة العربية الأردني – العدد 30            |
| 1986  | العدد 31            | تموز - كانون الأول 1986        | مجلة مجمع اللغة العربية الأردني – العدد 31            |
| 1987  | العدد 32            | كانون الثاني - حزيران 1987     | مجلة مجمع اللغة العربية الأردني – العدد 32            |
| 1987  | العدد 33            | تموز - كانون الأول 1987        | مجلة مجمع اللغة العربية الأردني – العدد 33            |
| 1988  | العدد 34            | كانون الثاني - حزيران 1988     | مجلة مجمع اللغة العربية الأردني – العدد 34            |
| 1988  | العدد 35            | تموز - كانون الأول 1988        | مجلة مجمع اللغة العربية الأردني – العدد 35            |
| 1989  | العدد 36            | كانون الثاني - حزيران 1989     | مجلة مجمع اللغة العربية الأردني- العدد 36             |
| 1989  | العدد 37            | تموز - كانون الأول 1989        | مجلة مجمع اللغة العربية الأردني- العدد 37             |
| 1990  | العدد 38            | كانون الثاني - حزيران 1990     | مجلة مجمع اللغة العربية الأردني- العدد 38             |
| 1990  | العدد 39            | تموز - كانون الأول 1990        | مجلة مجمع اللغة العربية الأردني- العدد 39             |
| 1991  | العدد 40            | كانون الثاني - حزيران 1991     | مجلة مجمع اللغة العربية الأردني- العدد 40             |
| 1991  | العدد 41            | تموز - كانون الأول 1991        | مجلة مجمع اللغة العربية الأردني- العدد 41             |
| 1992  | العدد المزدوج 42-43 | كانون الثاني- كانون الأول 1992 | مجلة مجمع اللغة العربية الأردني- العدد المزدوج 42-43  |
| 1993  | العدد 44            | كانون الثاني - حزيران 1993     | مجلة مجمع اللغة العربية الأردني- العدد 44             |
| 1993  | العدد 45            | تموز - كانون الأول 1993        | مجلة مجمع اللغة العربية الأردني- العدد 45             |
| 1994  | العدد 46            | كانون الثاني - حزيران 1994     | مجلة مجمع اللغة العربية الأردني- العدد 46             |
| 1994  | العدد 47            | تموز - كانون الأول 1994        | مجلة مجمع اللغة العربية الأردني- العدد 47             |
| 1995  | العدد 48            | كانون الثاني - حزيران 1995     | مجلة مجمع اللغة العربية الأردني- العدد 48             |
| 1995  | العدد 49            | تموز - كانون الأول 1995        | مجلة مجمع اللغة العربية الأردني- العدد 49             |
| 1996  | العدد 50            | كانون الثاني - حزيران 1996     | مجلة مجمع اللغة العربية الأردني- العدد 50             |
| 1996  | العدد 51            | تموز - كانون الأول 1996        | مجلة مجمع اللغة العربية الأردني- العدد 51             |
| 1997  | العدد 52            | كانون الثاني - حزيران 1997     | مجلة مجمع اللغة العربية الأردني- العدد 52             |
| 1997  | العدد 53            | تموز - كانون الأول 1997        | مجلة مجمع اللغة العربية الأردني- العدد 53             |
| 1998  | العدد 54            | كانون الثاني - حزيران 1998     | مجلة مجمع اللغة العربية الأردني- العدد 54             |
| 1998  | العدد 55            | تموز - كانون الأول 1998        | مجلة مجمع اللغة العربية الأردني- العدد 55             |
| 1999  | العدد 56            | كانون الثاني - حزيران 1999     | مجلة مجمع اللغة العربية الأردني- العدد 56             |
| 1999  | العدد 57            | تموز - كانون الأول 1999        | مجلة مجمع اللغة العربية الأردني- العدد 57             |
| 2000  | العدد 58            | كانون الثاني - حزيران 2000     | مجلة مجمع اللغة العربية الأردني- العدد 58             |
| 2000  | العدد 59            | تموز - كانون الأول 2000        | مجلة مجمع اللغة العربية الأردني- العدد 59             |
| 2001  | العدد 60            | كانون الثاني - حزيران 2001     | مجلة مجمع اللغة العربية الأردني- العدد 60             |
| 2001  | العدد 61            | تموز - كانون الأول 2001        | مجلة مجمع اللغة العربية الأردني- العدد 61             |
| 2002  | العدد 62            | كانون الثاني - حزيران 2002     | مجلة مجمع اللغة العربية الأردني- العدد 62             |
| 2002  | العدد 63            | تموز - كانون الأول 2002        | مجلة مجمع اللغة العربية الأردني- العدد 63             |
| 2003  | العدد 64            | كانون الثاني - حزيران 2003     | مجلة مجمع اللغة العربية الأردني- العدد 64             |
| 2003  | العدد 65            | تموز - كانون الأول 2003        | مجلة مجمع اللغة العربية الأردني- العدد 65             |
| 2004  | العدد 66            | كانون الثاني - حزيران 2004     | مجلة مجمع اللغة العربية الأردني- العدد 66             |
| 2004  | العدد 67            | تموز - كانون الثاني 2004       | مجلة مجمع اللغة العربية الأردني- العدد 67             |
| 2005  | العدد 68            | كانون الثاني - حزيران 2005     | مجلة مجمع اللغة العربية الأردني- العدد 68             |
| 2005  | العدد 69            | تموز - كانون الأول 2005        | مجلة مجمع اللغة العربية الأردني- العدد 69             |
| 2006  | العدد 70            | كانون الثاني - حزيران 2006     | مجلة مجمع اللغة العربية الأردني- العدد 70             |
| 2006  | العدد 71            | تموز - كانون الأول 2006        | مجلة مجمع اللغة العربية الأردني- العدد 71             |
| 2007  | العدد 72            | كانون الثاني - حزيران 2007     | مجلة مجمع اللغة العربية الأردني- العدد 72             |
| 2007  | العدد 73            | تموز - كانون الأول 2007        | مجلة مجمع اللغة العربية الأردني- العدد 73             |
| 2008  | العدد 74            | كانون الثاني - حزيران 2008     | مجلة مجمع اللغة العربية الأردني- العدد 74             |
| 2008  | العدد 75            | تموز - كانون الأول 2008        | مجلة مجمع اللغة العربية الأردني- العدد 75             |
| 2009  | العدد 76            | كانون الثاني - حزيران 2009     | مجلة مجمع اللغة العربية الأردني- العدد 76             |
| 2009  | العدد 77            | تموز - كانون الأول 2009        | مجلة مجمع اللغة العربية الأردني- العدد 77             |
| 2010  | العدد 78            | كانون الثاني - حزيران 2010     | مجلة مجمع اللغة العربية الأردني- العدد 78             |
| 2010  | العدد 79            | تموز - كانون الأول 2010        | مجلة مجمع اللغة العربية الأردني- العدد 79             |
| 2011  | العدد 80            | كانون الثاني - حزيران 2011     | مجلة مجمع اللغة العربية الأردني- العدد 80             |
| 2011  | العدد 81            | تموز - كانون الأول 2011        | مجلة مجمع اللغة العربية الأردني- العدد 81             |
| 2012  | العدد 82            | كانون الثاني - حزيران 2012     | مجلة مجمع اللغة العربية الأردني- العدد 82             |
| 2012  | العدد 83            | تموز - كانون الأول 2012        | مجلة مجمع اللغة العربية الأردني- العدد 83             |
| 2013  | العدد 84            | كانون الثاني - حزيران 2013     | مجلة مجمع اللغة العربية الأردني- العدد 84             |
| 2013  | العدد 85            | تموز - كانون الأول 2013        | مجلة مجمع اللغة العربية الأردني- العدد 85             |
| 2014  | العدد 86            | كانون الثاني - حزيران 2014     | مجلة مجمع اللغة العربية الأردني- العدد 86             |
| 2014  | العدد 87            | تموز - كانون الأول 2014        | مجلة مجمع اللغة العربية الأردني- العدد 87             |
| 2015  | العدد 88            | كانون الثاني - حزيران 2015     | مجلة مجمع اللغة العربية الأردني- العدد 88             |
| 2015  | العدد 89            | كانون الأول 2015               | مجلة مجمع اللغة العربية الأردني- العدد 89             |
| 2016  | العدد 90            | حزيران 2016                    | مجلة مجمع اللغة العربية الأردني- العدد 90             |
| 2016  | العدد 91            | كانون الأول 2016               | مجلة مجمع اللغة العربية الأردني- العدد 91             |
| 2016  | العدد الخاص         | 2016                           | العدد الخاص لمجلة مجمع اللغة العربية الأردني          |
| 2017  | العدد 92            | حزيران 2017                    | مجلة مجمع اللغة العربية الأردني- العدد 92             |
| 2017  | العدد 93            | كانون الأول 2017               | مجلة مجمع اللغة العربية الأردني- العدد 93             |
| 2018  | العدد 94            | حزيران 2018                    | مجلة مجمع اللغة العربية الأردني- العدد 94             |
| 2018  | العدد 95            | كانون الأول 2018               | مجلة مجمع اللغة العربية الأردني- العدد 95             |
| 2019  | العدد 96            | حزيران 2019                    | مجلة مجمع اللغة العربية الأردني- العدد 96             |
| 2019  | العدد 97            | نيسان - حزيران 2019            | مجلة مجمع اللغة العربية الأردني- العدد 97             |
| 2019  | العدد 98            | تموز - أيلول 2019              | مجلة مجمع اللغة العربية الأردني- العدد 98             |
| 2019  | العدد 99            | تشرين الأول - كانون الأول 2019 | مجلة مجمع اللغة العربية الأردني- العدد 99             |
| 2020  | العدد 100           | كانون الثاني - آذار 2020       | مجلة مجمع اللغة العربية الأردني- العدد 100            |
| 2020  | العدد 101           | نيسان - حزيران 2020            | مجلة مجمع اللغة العربية الأردني- العدد 101            |
| 2020  | العدد 102           | تموز - أيلول 2020              | مجلة مجمع اللغة العربية الأردني- العدد 102            |
| 2020  | العدد 103           | تشرين الأول- كانون الأول 2020  | مجلة مجمع اللغة العربية الأردني- العدد 103            |
| 2021  | العدد 104           | كانون الثاني- حزيران 2021      | مجلة مجمع اللغة العربية الأردني- العدد 104            |

## روابط خارجية
- أعداد المجلة من أرشيف الويب
- أعدادالمجلة من موقع مجمع اللغة العربية الأردني
- قائمة مجامع اللغة العربية